# Kalme (Põltsamaa)
Kalme is een plaats in de Estlandse gemeente Põltsamaa, provincie Jõgevamaa. De plaats heeft de status van dorp (Estisch: küla) en telt 101 inwoners (2021).
Bij Kalme bevindt zich het geografisch middelpunt van het vasteland van Estland. De plaats is gemarkeerd door een steen.

## Geschiedenis
Kalme is vernoemd naar een heuvel op het landgoed van Adavere, de Kalmemäe (‘Kerkhofberg’). Op de heuvel ligt het kerkhof van de familie von Stackelberg, die in het begin van de 19e eeuw het landgoed in eigendom had. Een deel van het landgoed ligt dus op het terrein van het dorp Kalme; daartoe behoort behalve het kerkhof ook de windmolen, die overigens Adavere tuulik (‘molen van Adavere’) wordt genoemd. De molen is sinds 1986 in gebruik als café-restaurant.
Kalme werd in 1945 een zelfstandig dorp. In 1977 werd het dorp Aruküla bij Kalme gevoegd.

## Foto's

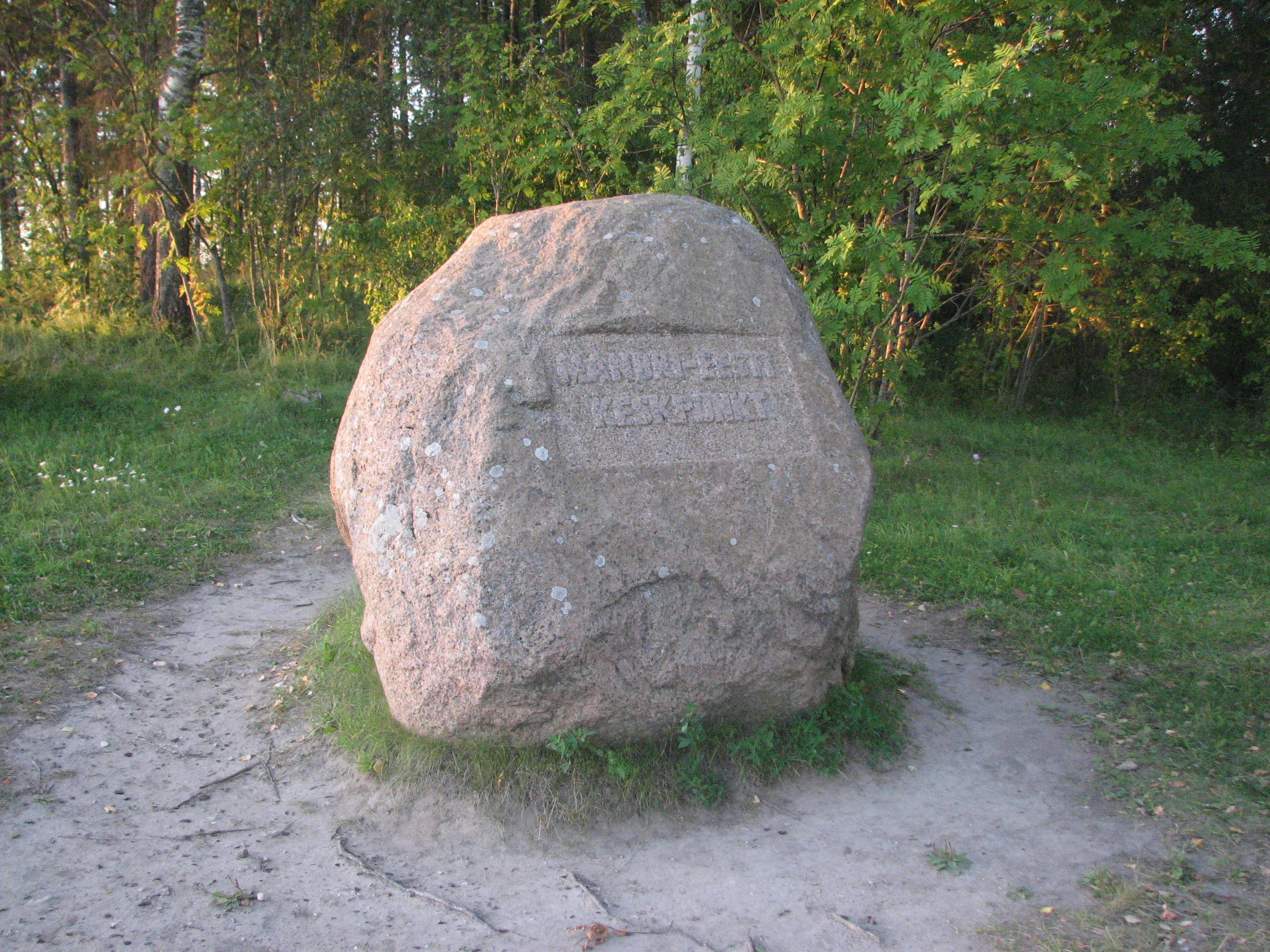
Geografisch middelpunt van het vasteland van Estland
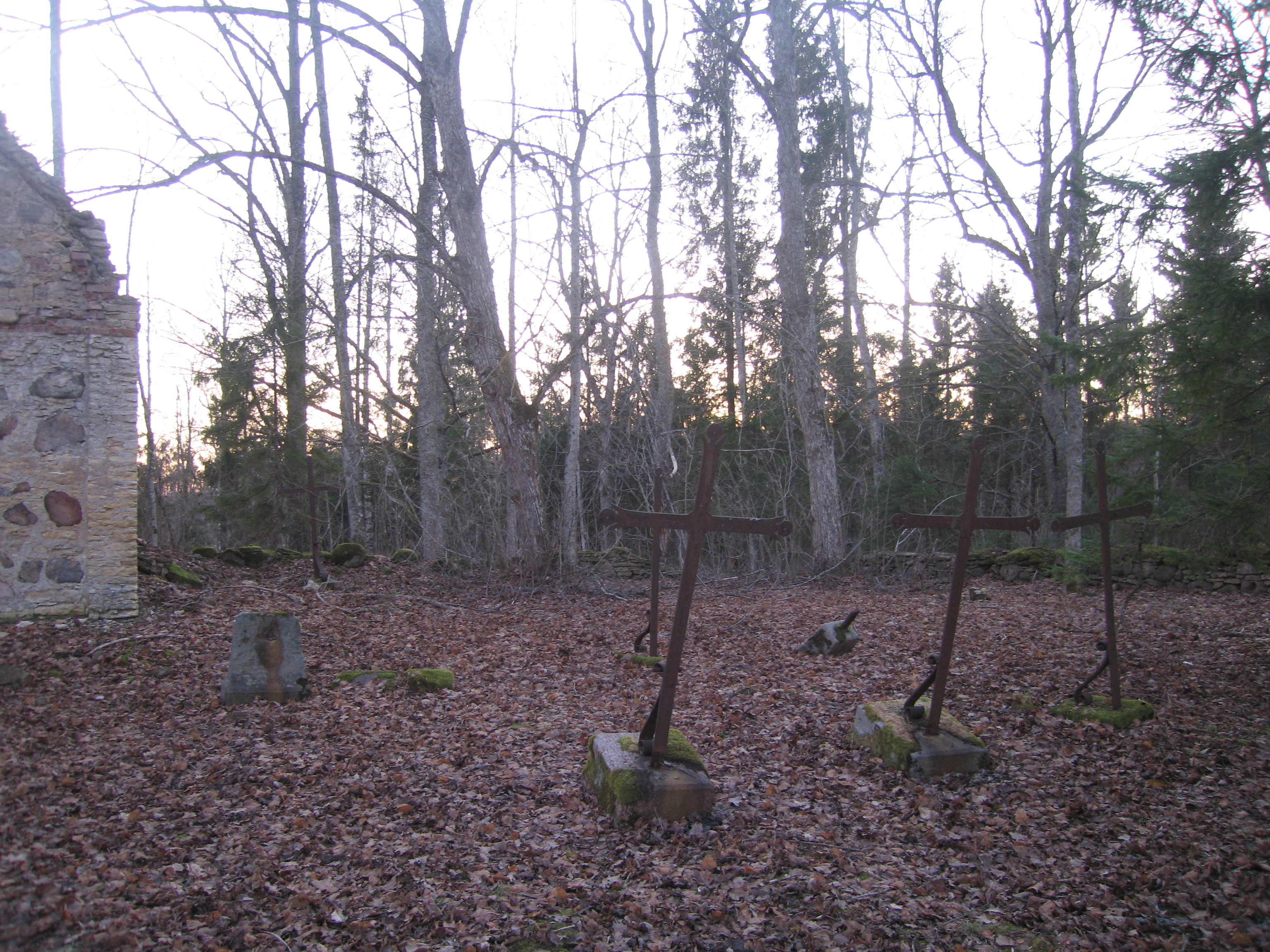
Het kerkhof van het landgoed Adavere
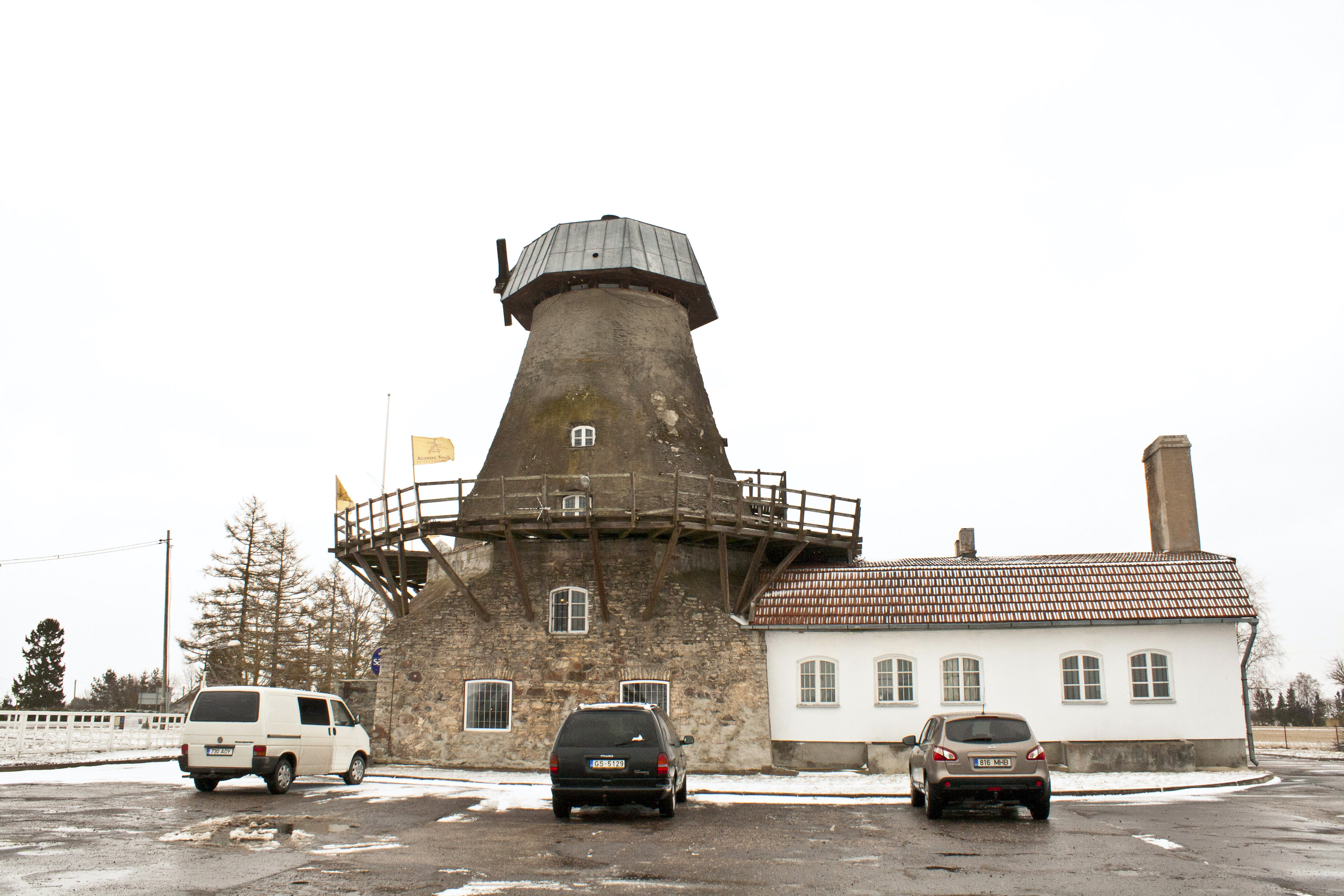
De molen van Adavere in 2012